# Cololejeunea elegans
Cololejeunea elegans là một loài Rêu trong họ Lejeuneaceae. Loài này được Stephani mô tả khoa học đầu tiên.